# 113621 Danielafaggi
113621 Danielafaggi è un asteroide della fascia principale. Scoperto nel 2002, presenta un'orbita caratterizzata da un semiasse maggiore pari a 3,1077817 au e da un'eccentricità di 0,1094690, inclinata di 9,45560° rispetto all'eclittica.